# Регамей, Константин
Константин Регамей (фр. Constantin Regamey; 28 января 1907, Киев — 27 декабря 1982, Лозанна) — швейцарско-польский композитор, филолог, музыкальный журналист.

## Биография
Сын пианистов и музыкальных педагогов, владельцев частной музыкальной школы в Киеве Константина Регаме и Лидии Славич; через отца, чьи предки в начале XIX века перебрались в Россию из Швейцарии, получил швейцарское гражданство. В 1917 году после расставания родителей вместе с матерью покинул Киев, семья вместе с отчимом обосновалась в Варшаве, где Константин-младший учился игре на фортепиано у Юзефа Турчинского и теории музыки у Фелицияна Шопского. Одновременно в 1931 году окончил Варшавский университет со специализацией в области восточной и классической филологии. В 1932 г. дебютировал как музыкальный критик. В 1933—1936 гг. продолжал изучать восточную филологию в Париже. В 1935 г. защитил в Варшаве докторскую диссертацию. В 1937—1939 гг. работал редактором в журнале Muzyka Współczesna (с пол. — «Современная музыка»), в 1938—1939 гг. главный редактор ежемесячного журнала Muzyka Polska. В 1939 году участвовал в организации Всемирных дней музыки в Варшаве.
В оккупированной во время Второй мировой войны Варшаве играл на фортепиано в ресторанах. Брал частные уроки композиции у Казимежа Сикорского. Принимал участие в подпольных концертах, на одном из них дебютировал как композитор с Квинтетом для кларнета, фагота, скрипки, виолончели и фортепиано (1944).
В 1944 году смог выехать из Польши и добраться до Швейцарии, оставшуюся часть жизни провёл в Лозанне. В 1945—1977 гг. преподавал восточные и славянские языки и культуры в Лозаннском университете, с 1957 года профессор. Одновременно занимался музыковедением, в 1954—1962 гг. соредактор журнала Feuilles Musicales (с пол. — «Музыкальные листки»). Как композитор неоднократно участвовал в музыкальном фестивале «Варшавская осень» и в различных швейцарских музыкальных проектах, был близок к Паулю Захеру, в 1963—1968 гг. возглавлял Ассоциацию швейцарских музыкантов — национальную секцию Международного общества современной музыки. В 1971 году руководил работой одной из секций VII Международного музыкального конгресса в Москве.

## Творчество
Среди музыкальных произведений Регамея — ряд оркестровых сочинений, в том числе «Вариации и тема» (1948), Музыка для струнных (1953), «4x5» — концерт для четырех квинтетов и оркестра (1963). Вокальная музыка Регамея включает в себя Персидские песни для баритона с оркестром (на стихи Омара Хайяма, 1942), Этюды для женского голоса и фортепиано и др. Опера «Дон Робот» осталась неоконченной, в 1973 году написана детская опера «Мио, мой Мио». Сохранились также юношеские сочинения Регамея, относящиеся к 1920-1930-м гг. и отмеченные влиянием русской культуры: стилистика ряда произведений напоминает о Модесте Мусоргском, романсы написаны на слова Вячеслава Иванова, Николая Гумилёва, Игоря Северянина, Марины Цветаевой.
Как филолог Регамей опубликовал книги «Адам Мицкевич: человек и поэт» (фр. Adam Mickiewicz: homme et poète; 1949) и «Музыкальное творчество и музыкальная жизнь в Польше» (нем. Musikschaffen und Musikleben in Polen; 1959), ряд исследований по буддизму, в том числе книгу «Буддийская философия» (нем. Buddhistische Philosophie; 1950).